# Nephila komaci
Nephila komaci (лат.) — вид пауков из семейства Nephilidae. Самый крупный паук, плетущий ловчие сети.

## Описание
Самки вида N. komaci являются крупнейшими представителями рода Nephila из всех известных. Они достигают в размахе ног 12 см (длина тела 4 см), а паутина которую они плетут достигает размера более чем в 1 метр в диаметре.
Хракатерен типичный для пауков половой диморфизм: самцы почти в 5 раз мельче самок. Длина их тела около 1 см, а размах ног достигает 2,5 см.

## Открытие
Этот вид пауков был впервые идентифицирован по экземплярам, хранящимся в музейной коллекции в Претории (Plant Protection Research Institute, Pretoria, Южная Африка) и Австрии (Naturhistorisches Museum Wien, Вена) в 2000 году. И только в 2007 году они были впервые найдены в дикой природе в парке Tembe Elephant Park (KwaZulu-Natal).
Это первый представитель пауков рода Nephila Leach, 1815, найденный за последние более чем сто лет. Предыдущая находка этого рода пауков была сделана арахнологом Friedrich Karsch в 1879 году, а все последующие находки оказывались в итоге синонимами существующих видов.
Вид был назван в честь арахнолога Andrej Komac, коллеги и друга одного из первооткрывателей нового вида.

## Распространение
Африка (Южная Африка, песчаные леса; Танзания, Занзибар), Мадагаскар.